# ギジュドゥヴァン

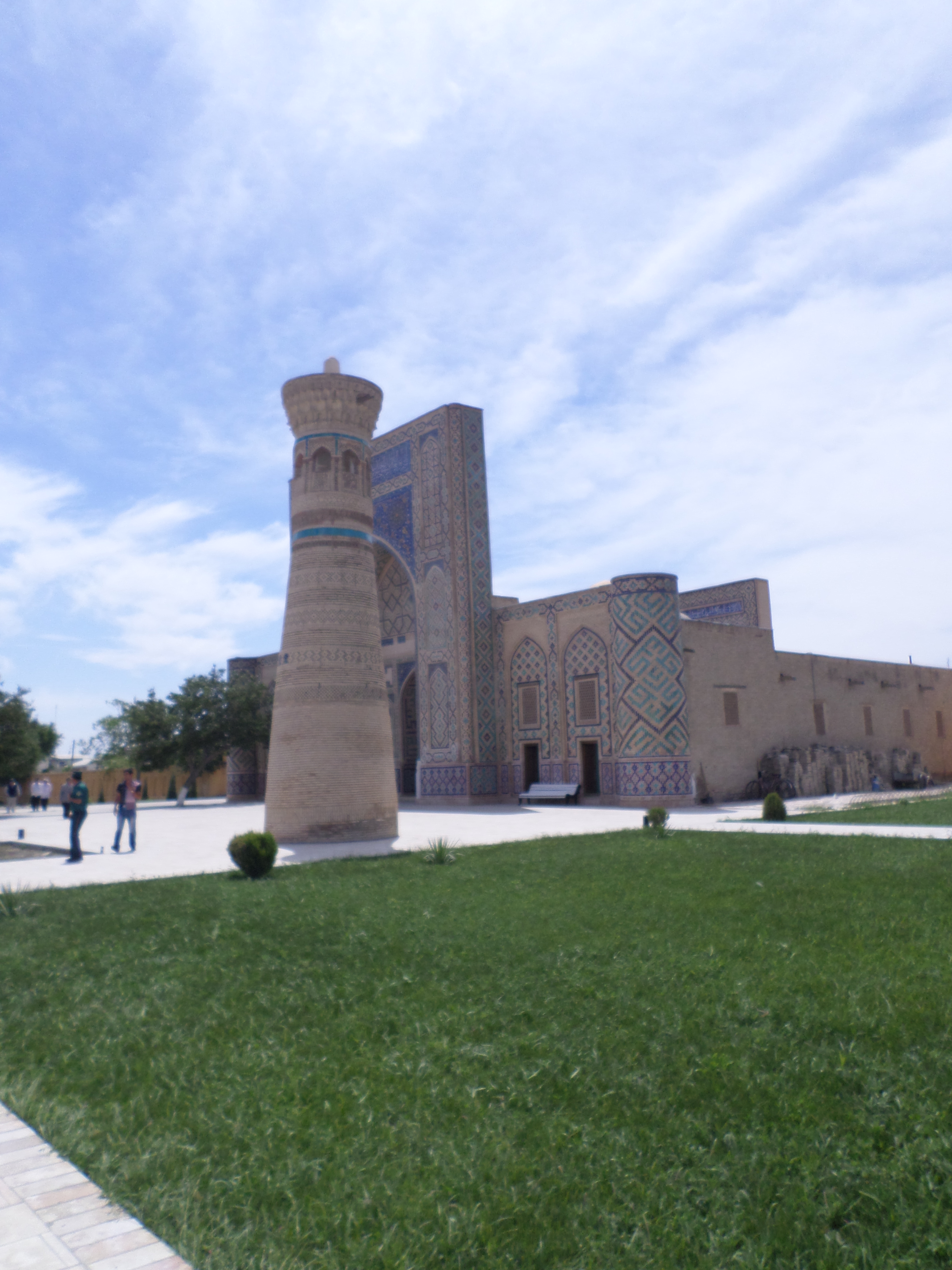
市内にあるミナレット

ギジュドゥヴァン (ウズベク語: G'ijduvon / Ғиждувон、ロシア語: Гиждуван、タジク語: Ғиждувон) は、ウズベキスタン・ブハラ州の都市である。ラテン文字表記はGijduvan。2012年現在の人口は約45,000人。現在の都市名になったのは1972年で、それまではアクマリアバード (ラテン文字:Akmal'-Abad、ロシア語: Акмальабад) と呼ばれていた。州都ブハラからは北東に約40kmの地点にあり、ナヴォイ州とブハラ州の境界にある。

## 歴史
ウルグ・ベクにより建設された3つのマドラサの内の1つがギジュドゥヴァンにある (残りの2つはサマルカンドとブハラにある)。中央アジア出身のイスラーム哲学者であるアブド・アル＝ハーリク・アル＝ギジュドゥヴァーニー (Abd Al-Khalik Al-Gijduvani)の墓がギジュドゥヴァンにあり、これが都市名の由来となっている。
歴史的に、ギジュドゥヴァンは周辺地方の教育、宗教、文化的な中心地となってきた。しかし、1930年代に人口が増加し始め、今日では日常生活における宗教の占める地位は低下していった。現在のギジュドゥヴァンはギジュドゥヴァンに住んでいる者だけでなく近隣の地域の商業地域としての役割を担うようになっている。

## 料理
ギジュドゥヴァンの料理は魚のフライやシャシリクで有名である。シャシリクは香辛料やハーブを揉み込んだ牛肉やラム肉を焼いた料理である。ギジュドゥヴァンの魚を揚げた料理は首都タシュケントを含む国内の多くのレストランで真似た料理を見ることができる。ギジュドゥヴァンのフライとその他のレストランの料理の違いは、ギジュドゥヴァンでは魚を揚げる前に魚の骨を除去するが、他の地域ではそれをせずそのまま揚げている。
ギジュドゥヴァンはハルヴァやキャンディのような伝統菓子でも有名である。ギジュドゥヴァンは中央アジアでも早くから人口が増加した地域の一つであるため、国内の他の地域よりも洗練された料理を提供していると考える者は多い。ギジュドゥヴァンから40kmしか離れていない国内5番目の規模の都市である州都のブハラは紀元前5世紀には設立されたとされており、ギジュドゥヴァンにも同程度の年代から人類が住み始めたのではないかと考えられている。

## 文化
ギジュドゥヴァンで話されている言語にはウズベク語、タジク語、ロシア語がある。人口面ではウズベク人が多いものの、高年齢層は家庭ではタジク語を話す者も多い。
かつては多くのブハラ・ユダヤ人が住んでいたものの、ソビエト連邦崩壊後、経済面の問題からイスラエルやアメリカ合衆国へと出国した。
ギジュドゥヴァンで最も人気のあるスポーツはサッカーである。
ギジュドゥヴァンには高校、専門学校、医科大学、病院などがある。ギジュドゥヴァンは現在では住民が高等教育を受けるためブハラやサマルカンド、タシュケントなど国内の大都市へと移動することから高等教育機関では国内有数の教育施設はもはや所有していない。

## 産業
ギジュドゥヴァンはザラフシャン川の灌漑用水を利用して昔から綿花栽培が行われてきた。栽培された綿花を綿に加工する工場もあり、他の地域へと輸出していた。ウズベキスタン経済における綿の重要性は1991年の独立以降徐々に下がっており、綿花を栽培していたギジュドゥヴァンを含む近郊地域は経済のあり方を多様化させ野菜や果物栽培により重心が移っていった。運輸業のような他の産業も徐々に盛んになっている。M34ハイウェイはギジュドゥヴァンとブハラ、サマルカンド、タシュケントのような大都市を結んでいる。
歴史的に、ギジュドゥヴァンの商人は他の大都市と交易を行なってきた。これは今日でも変わっていない。地元のビジネスマンは中国やロシア、バルト三国、トルコ、イランなどの国へと出張し貿易を行なって利益を上げている。周辺地域の小規模都市からは食料品や電化製品、自動車部品、衣服などの製品を売るために商人がやってくる。ギジュドゥヴァンは他の大都市で商品を入手し、地方の小規模都市へと売る役割を果たしている。ギジュドゥヴァンには家畜の市場もあり、農場主と交易を行なっている。
ギジュドゥヴァンの職人は地方経済において重要な役割を果たしており、彼らの作品は旅行者にとっても魅力的なものとなっている。ギジュドゥヴァンでは独特のターコイズブルーの釉薬を使用し深い黄色や緑の色鮮やかな陶器を制作しており、これまでにチャールズ3世やヒラリー・クリントンなどの有名人が陶器製作の見学に訪れている。 

## 文化施設
- ウルグ・ベクのマドラサ - 1437年設立。